# Езерово (язовир)
Вижте пояснителната страница за други значения на Езерово.
Езерово е язовир на река Каялийка в България и е втори по поречието на реката след язовир Брягово. Използва се за напояване и рибовъдство.

## Местоположение
Разположен е на територията на община Първомай, Пловдивска област, над село Езерово, в началото на северните части на Родопите.

## Флора и фауна
В язовира се срещат различни видове риба: Бял толстолоб, Пъстър толстолоб, Каракуда, Костур, Речен кефал (Клен), Сом, Червеноперка, Черен амур, Шаран, Щука.

## Отдих и риболов
В праисторическото миналото местността е била дъно на голямо езеро, в района на белите камъни (Семер дере), могат да се намерят дребни вкаменелости на различни водни видове. На източната стана на язовира се намира малка пещера. А почитателите на риболова могат да практикуват своето хоби срещу заплащане на такса.